# Черноморов, Александр Николаевич
Александр Николаевич Черноморов (род. 20 мая 1953, Ленинград) — политический и общественный деятель Крыма и Украины, участник русского национального движения, предприниматель.

## Биография
Родился 20 мая 1953 года в городе Ленинграде, РСФСР.
В 1976 году окончил Ульяновское высшее военно-техническое училище по специальности химическая технология переработки нефти и газа. 1972—1976 годах — курсант Ульяновского высшего военно-технического училища. 1976—1991 годах — служба в Вооружённых Силах.
1991—1993 годы — директор малого предприятия «Тарея», г. Норильск. 1993—1994 годы — заместитель генерального директора Ассоциации крестьянских, фермерско-промысловых хозяйств «Таймыр», г. Дудинка. 1994 год — заместитель директора малого предприятия «ТОР», коммерческий директор Ассоциации «Ялта-турторгсервис», г. Ялта. 1995—1996 годы — начальник отдела приватизации Фонда имущества Автономной Республики Крым.
1996—1998 годы — начальник сектора управления экономики Ялтинского горисполкома. 1998 г. — консульт-экономист малого предприятия «ТОР», г. Ялта. 1998—2000 годы  — директор предприятия «Россияне».
2000—2001 годы — представитель по южному региону Комиссии по увековечению памяти жертв войн и репрессий при Кабинете Министров Украины.
C 2002 года — председатель Русского движения Крыма. В 2002—2006 годах депутат Верховного Совета Крыма IV созыва.
2003—2006 годы — начальник управления внешних связей и инвестиций исполкома Ялтинского городского совета.
Награждён медалями «За безупречную службу» II и III степени.
Председатель Крымской республиканской организации партии «Русский блок». На парламентских выборах 2006 года избран в Верховную Раду Украины от Партии регионов.